# Галофугинон
Галофугино́н  — аналог фебрифугина — алкалоида, первоначально выделенного из растения Dichroa febrifuga, одного из видов гортензиевых, который произрастает в Тибете и Непале. Используется в ветеринарии как средство против внутриклеточных простейших паразитов. Позднее было обнаружено, что препарат имеет положительный эффект при лечении склеродермии у человека, в том числе может применяться при лечении детей. Предполагается потенциальный эффект при лечении аутоиммунных заболеваний: специалисты PCMM/IDI установили, что это вещество избирательно блокирует дифференцировку лимфоцитов в Т-хелперы 17, участвующие в аутоиммунных реакциях при таких заболеваниях, как: ревматоидный артрит, рассеянный склероз, сахарный диабет 1-го типа, экзема и псориаз. Помимо этого галофугинон может быть использован для лечения рака, малярии и заболеваний, связанных с фиброзом. Предложено также использовать его для лечения келоидных рубцов. Галофугино́н способен ингибировать сигнальный путь TGF-β, в основном за счет его действия на фосфорилирование Smad3, это ингибирование может препятствовать фиброзным процессам, которые включают синтез компонентов внеклеточного матрикса, таких как коллаген.